# Saison 5 de Frasier
Chronologie
Saison 4 Saison 6
Cet article présente le guide des épisodes de la cinquième saison de la sitcom Frasier.

## Liste des épisodes

### Épisode 1:Le Mannequin imaginaire
- États-Unis : 23 septembre 1997 sur NBC
- Belgique : 30 août 2012 sur Club RTL
- France : 19 juin 2001 sur Serie Club

Sela Ward

### Épisode 2:N'oubliez pas votre cheval
- États-Unis : 30 septembre 1997 sur NBC
- Belgique : 31 août 2012 sur Club RTL

### Épisode 3:Une histoire de polichinelle
- États-Unis : 28 octobre 1997 sur NBC
- Belgique : 31 août 2012 sur Club RTL

Cindy Crawford

### Épisode 4:Enfantillages
- États-Unis : 4 novembre 1997 sur NBC
- Belgique : 3 septembre 2012 sur Club RTL

### Épisode 5:Rude journée
- États-Unis : 11 novembre 1997 sur NBC
- Belgique : 3 septembre 2012 sur Club RTL

### Épisode 6:Le Voyage des damnés
- États-Unis : 18 novembre 1997 sur NBC
- Belgique : 4 septembre 2012 sur Club RTL

### Épisode 7:Mangeuse d'homme
- États-Unis : 25 novembre 1997 sur NBC
- Belgique : 4 septembre 2012 sur Club RTL

### Épisode 8:Cherche âme sœur désespérément
- États-Unis : 9 décembre 1997 sur NBC
- Belgique : 5 septembre 2012 sur Club RTL

### Épisode 9:Points de vue sur Noël
- États-Unis : 16 décembre 1997 sur NBC
- Belgique : 5 septembre 2012 sur Club RTL

### Épisode 10:Les Bévues de Frasier
- États-Unis : 6 janvier 1998 sur NBC
- Belgique : 6 septembre 2012 sur Club RTL

### Épisode 11:De quoi je me mêle?
- États-Unis : 13 janvier 1998 sur NBC
- Belgique : 6 septembre 2012 sur Club RTL

### Épisode 12:Monsieur l'agent
- États-Unis : 20 janvier 1998 sur NBC
- Belgique : 7 septembre 2012 sur Club RTL

### Épisode 13:Le Conseiller conjugal
- États-Unis : 3 février 1998 sur NBC
- Belgique : 7 septembre 2012 sur Club RTL

### Épisode 14:Ski doux
- États-Unis : 24 février 1998 sur NBC
- Belgique : 10 septembre 2012 sur Club RTL

### Épisode 15:Service en chambre
- États-Unis : 3 mars 1998 sur NBC
- Belgique : 10 septembre 2012 sur Club RTL

Halle Berry

### Épisode 16:Tante Zora
- États-Unis : 17 mars 1998 sur NBC
- Belgique : 11 septembre 2012 sur Club RTL

### Épisode 17:Un homme parfait
- États-Unis : 24 mars 1998 sur NBC
- Belgique : 11 septembre 2012 sur Club RTL

### Épisode 18:Vilain Bulldog
- États-Unis : 7 avril 1998 sur NBC
- Belgique : 12 septembre 2012 sur Club RTL

### Épisode 19:Obsession
- États-Unis : 21 avril 1998 sur NBC
- Belgique : 12 septembre 2012 sur Club RTL

Lisa Edelstein

### Épisode 20:La Première Invitation
- États-Unis : 28 avril 1998 sur NBC
- Belgique : 13 septembre 2012 sur Club RTL

### Épisode 21:Portrait de famille
- États-Unis : 5 mai 1998 sur NBC
- Belgique : 13 septembre 2012 sur Club RTL

### Épisode 22:Surprise-partie
- États-Unis : 12 mai 1998 sur NBC
- Belgique : 14 septembre 2012 sur Club RTL

### Épisode 23:Surprise surprise
- États-Unis : 19 mai 1998 sur NBC
- Belgique : 14 septembre 2012 sur Club RTL

### Épisode 24:Utopie (1/2)
- États-Unis : 19 mai 1998 sur NBC
- Belgique : 17 septembre 2012 sur Club RTL

John McEnroe